# Cathédrale orthodoxe Saint-George de Stockholm
La cathédrale  Saint-George (en suédois : Sankt Georgios katedral) est une église située dans le quartier de Östermalm à Stockholm en Suède.

## Présentation
La cathédrale Saint-George, qui fut entre 1890 et 1978 l'Église catholique apostolique, est une église grecque orthodoxe située à l'intersection de Birger Jarlsgatan et d'Odengatan, à l'adresse Birger Jarlsgatan 92.
L'édifice a été conçu par l'architecte Anders Gustaf Forsberg pour la congrégation catholique apostolique et a été achevée en 1890. 
Le bâtiment a été construit par Per Sundahl. Après la reprise, la congrégation grecque orthodoxe a complété l'intérieur avec une iconostase et des autels en pierre.
Le monument est marqué en bleu par le Musée municipal de Stockholm, qui est la classe la plus élevée et signifie « que le bâtiment est considéré comme ayant des valeurs culturelles et historiques particulièrement élevées ».

## Extérieur
Le bâtiment est de style néo-gothique et à nef unique, avec des façades en briques rouges avec une frise de plafond à motifs et des moulures et extensions en ciment gris. 
Les fenêtres sont pointues, les portes aussi. 
Le chœur se compose d'une abside à cinq côtés à l'est, la tour est au-dessus de l'entrée principale à l'ouest et possède une haute flèche recouverte de cuivre. 
Le toit est recouvert de tôle. Vers le nord, l'église a été agrandie avec des salles pour la congrégation

## Intérieur
La nef est couverte par une haute voûte en arc brisé  Le sol de l'église est recouvert d'un plancher. Les fenêtres gothiques du chœur sont ornées de vitraux avec une ornementation végétale stylisée et le chœur possède également une frise murale néo-gothique sculptée. 
Le pupitre d'orgue, qui se trouve au fond de l'église, est soutenu par des consoles richement sculptées ; l'orgue a cependant été retiré dans les années 1970.

## Galerie

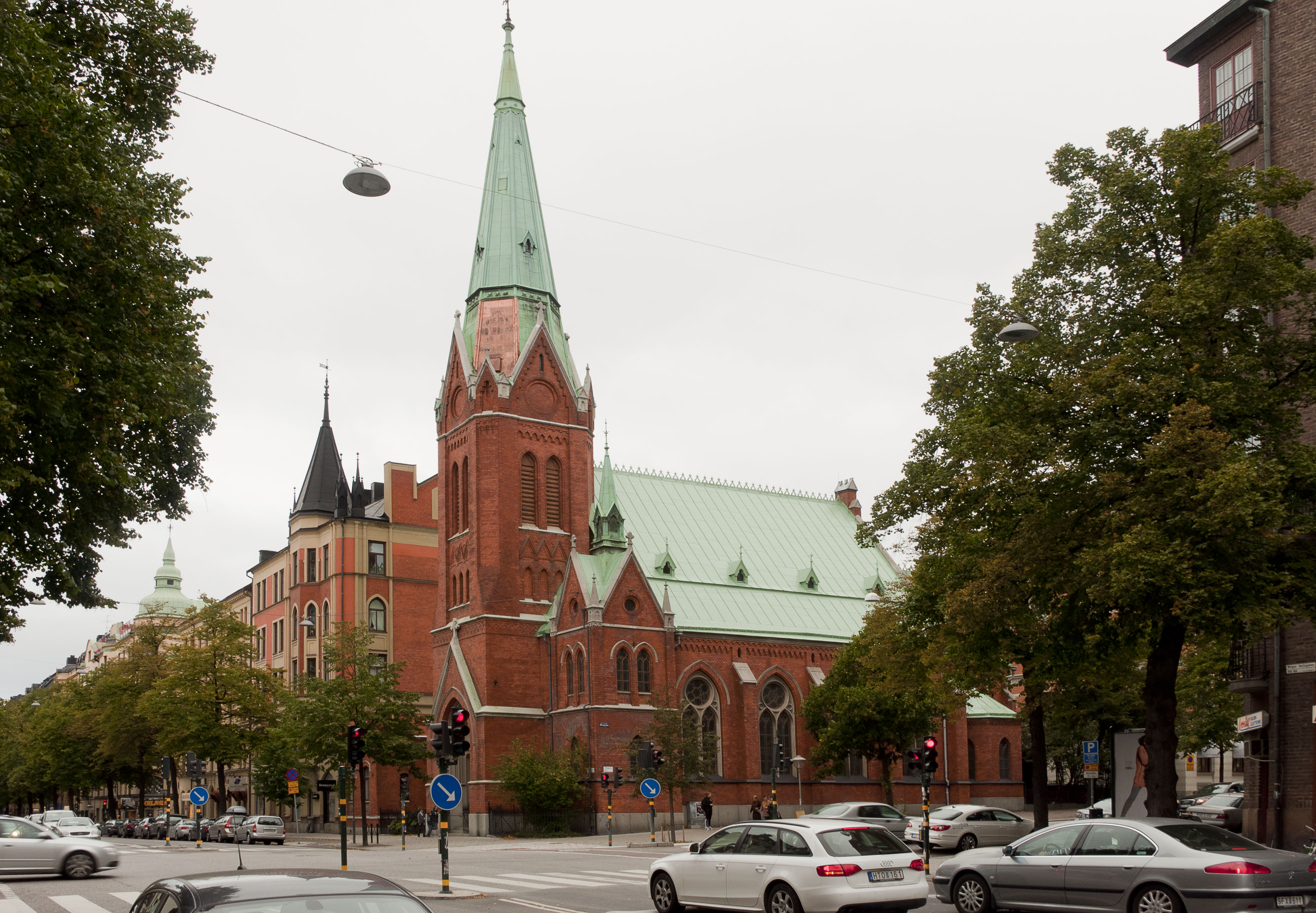
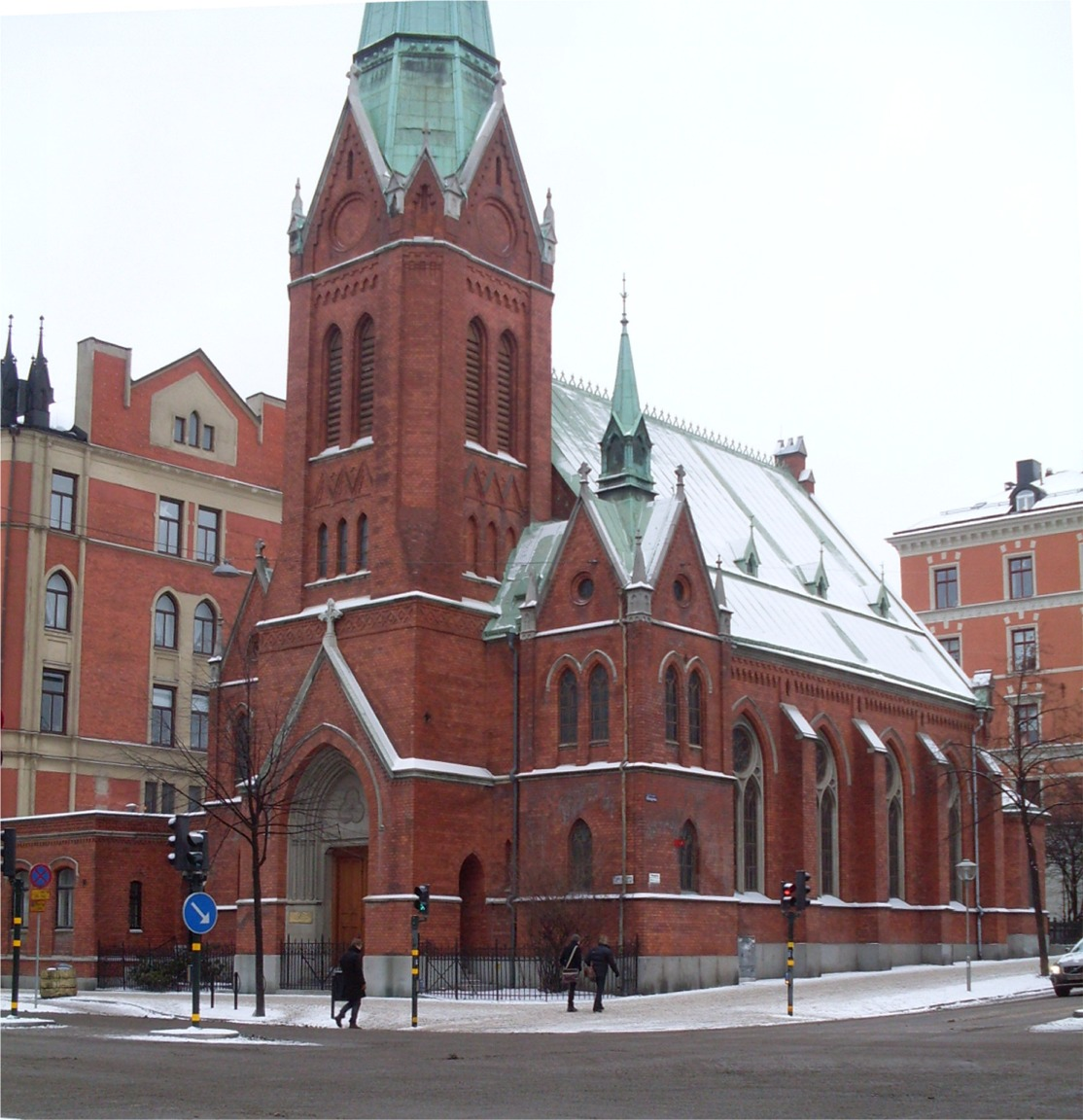
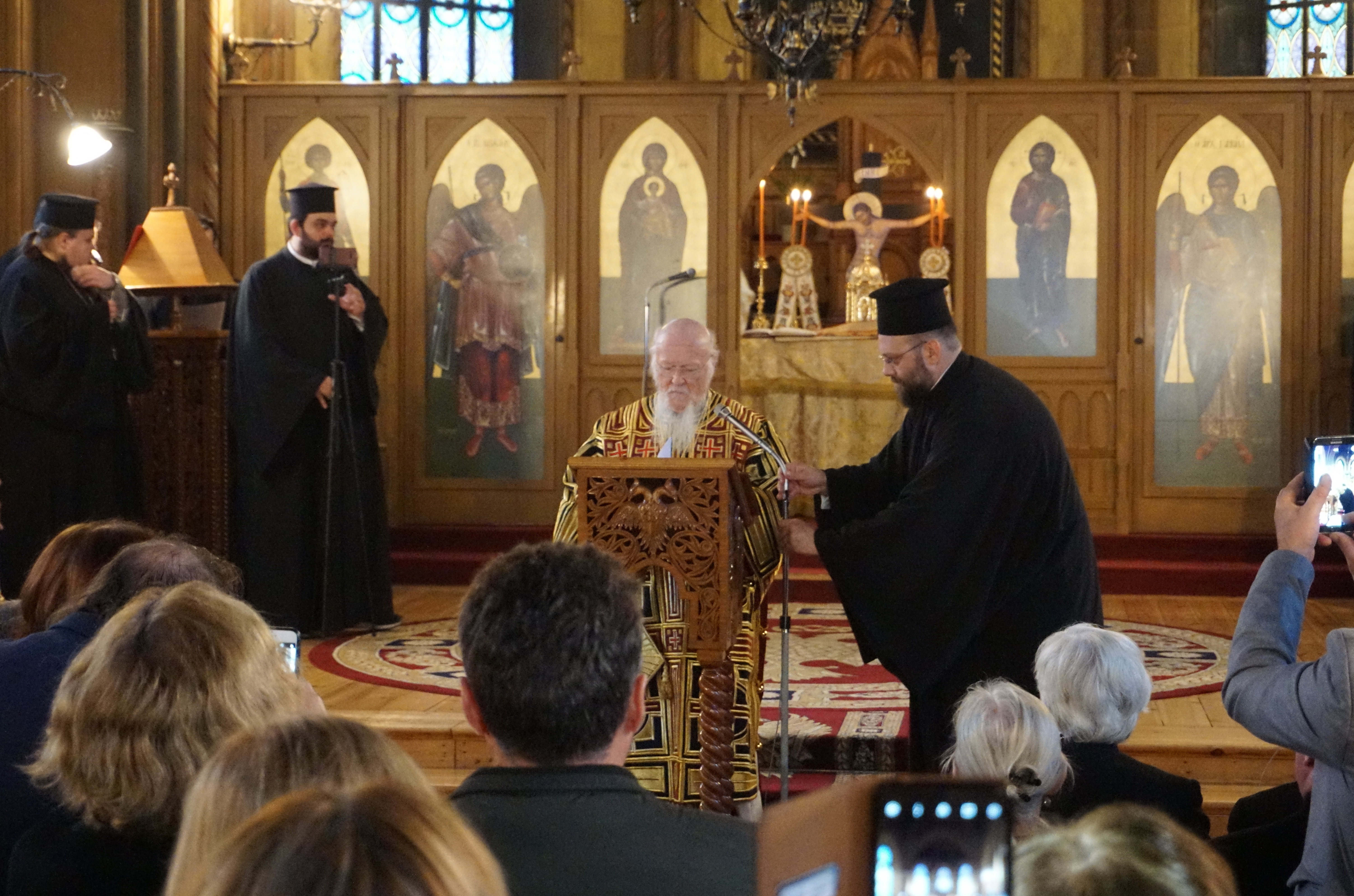
Le patriarche de Constantinople, Bartholomée Ier, visite la cathédrale Saint-Georges.